# Ovalrad-Durchflussmesser

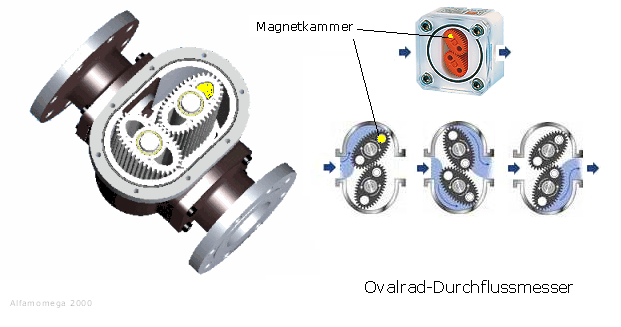
Ovalrad - Prinzip

Ovalrad-Durchflussmesser arbeiten nach dem Verdrängungsprinzip und werden zum Messen von viskosen Flüssigkeitsströmen eingesetzt. Sie arbeiten viskositätsunabhängig. Dieses Prinzip ermöglicht sehr genaue und wiederholbare Messungen über einen großen Durchfluss- und Viskositätsbereich.

## Geschichte
Das erste Patent eines Ovalradzählers wurde 1932 durch die deutsche Firma Bopp & Reuther GmbH, Mannheim-Waldhof, eingereicht und geschützt. Das Patent bezog sich auf das Ovalrad-Messprinzip und die Messwerte wurden damals über eine Welle an ein mechanisches Zählwerk übertragen. Es handelte sich dabei um ein Kompaktgerät mit Vorortanzeige und benötigte keine Fremdenergie. Später wurde die Messwertübertragung durch eine leckfreie Kupplung ersetzt. Eine permanent-magnetische Kupplung bewirkt dabei die Übertragung der Drehbewegung
vom Messraum in den Trockenraum.
Die erste eichamtliche Zulassung wurde bereits 1933 durch die damalige PTR (Physikalisch-Technische Reichsanstalt) in Berlin erteilt.

## Funktion

Funktionsablauf

Signalübertragung vom Zahnrad

Ein Ovalrad-Durchflussmesser besteht aus einem Gehäuse, in dem zwei verzahnte Ovalradzahnräder eingebracht sind. Das Medium füllt den definierten Zwischenraum zwischen den Ovalrädern und dreht die Zahnräder in Abhängigkeit vom Volumendurchsatz. In den Zahnrädern selbst sind Permanentmagnet- oder auch Edelstahlstifte eingelassen; die Vorortelektronik detektiert dabei, je transportierten Zahnradzwischenvolumen, einen Impuls. Das Volumen ist proportional zur detektierten Frequenz. Die Impulsanzahl ist somit zugleich ein Maß für den jeweiligen Durchfluss.
Eine nachgeschaltete Elektronik wertet diese Signale entsprechend aus. Die Werte können z. B. in Liter oder Gallonen programmiert werden und auch aufsummiert werden. Der Kalibrierfaktor einer Messeinheit wird werkseitig programmiert. Bei Bedarf kann vor Ort nachkalibriert werden.

## Anwendungen
Das Ovalradmessprinzip ist neben dem Ringkolbenzähler der wichtigste Vertreter der Gruppe der unmittelbaren Durchflussmesser. Ovalrad-Durchflussmesser werden zum Messen von Flüssigkeiten und Flüssiggasen mittlerer bis hoher Viskosität eingesetzt.
Typische Flüssigkeiten sind Öle, Lösungsmittel, Kühlflüssigkeiten, Säuren, Laugen, Klebstoffe, Harze und andere.
Ovalrad-Durchflussmesser können für Druckbereiche bis zu 110 bar und Temperaturbereich bis 160 °C ausgelegt werden. Es stehen zahlreiche Materialien für die Messaufnehmer zur Auswahl wie zum Beispiel: PVC, PTFE, Aluminium, Edelstahl etc.

## Eigenschaften
- einfacher, zuverlässiger Aufbau
- hoher Druckverlust
- Rohrleitung muss vollständig mit Medium gefüllt und somit luftfrei sein. Zur Kontrolle der Blasenfreiheit wird in der Regel ein zusätzliches Schauglas angebracht.
- Bei Verunreinigungen des Mediums muss ein Filter eingebaut werden
- keine Reinigung mit Druckluft möglich
- Zähler blockiert bei Defekt.
- Unter- und Überlastung führen zu Fehlmessungen und Verschleiß.

## Quelle
- Prozessautomatisierung – Vom Feldgerät zur Automatisierungslösung, Rüdiger Settelmeyer, 2007, ISBN 3865223052
- Ovalrad Wartung (PDF-Datei; 134 kB)
- Firma Kobold Messring